# 國民議會 (不丹)
27°29′23.2″N 89°38′17.5″E / 27.489778°N 89.638194°E
國民議會是不丹議會中的由選舉產生的下議院。不丹議會中还包括不丹國王和國家委員會。

## 目前的國民議會
國民議會目前有47名成員，第一屆的成員是在2008年3月24日的首次大選中選出。吉莫·廷禮領導的不丹和平与繁荣党在該次選舉中贏得了壓倒性的勝利，取得了45個席次，成為第一位民選首相。而人民民主黨只贏得剩下2席，但是其領導人桑格·乃杜並沒有在其選區中勝出。
在2008年憲法的規定下，國民議會有最多55位成員，由各個行政區中的選區的公民直接選舉出來。在憲法第十二條的規定中，使用單一優勝投票系統，每一個選區由單一一個國民議會成員所代表，每20個宗必須以2－7位成員代表。選區每10年重新任命一次。憲法第12條第1-2項中規定，國民議會必須一年至少開會二次，並從其成員中選出一名會議主席與一名副主席。其成員及候選人可以從屬於一個政黨派別。
在2013年國民議會選舉中，大量的席次擺動到贏得了32個席次的人民民主黨，而不丹和平与繁荣党只有15席。

## 歷史
國民議會在1953年在國王吉格梅·多吉·旺楚克的諭令下設立。國民議會一開始是作為國王的民主化框架下的一院制議會。在1971年，國王吉格梅·多吉賦予國民議會以三分之二的多數票來撤下自己或任何自己的繼任者的國王職位的權力。關於國王退位的過程仍然是2008年不丹憲法中的一部分，在憲法第二條的規定中，加上取得議會聯席會議（即是把國家委員會也包括進去）的四分之三多數票以及全國性公投來確認此非自願性退位。

## 外部連結
- .   [2008-04-16]. （原始内容存档于2008-04-13）.